# Rudolf Frank (Schriftsteller)
Rudolf Frank (* 16. September 1886 in Mainz; † 25. Oktober 1979 in Basel) war ein deutscher Theaterregisseur, Theaterkritiker, Schriftsteller und Übersetzer.

## Leben
Frank wurde in eine alteingesessene jüdische Mainzer Familie geboren. Er ist der Sohn von Carl Theodor, einem Holzhändler, und Mathilde, geb. Ebertsheim. Nach dem Abitur am Humanistischen Gymnasium in Mainz 1904 studierte er Staatswissenschaften und Jura in München, Zürich, Heidelberg, Berlin und Gießen. Das Studium schloss er 1908 mit der Promotion zum Dr. jur. utr. ab.

### Theaterkarriere
Ab 1909 nahm er in Berlin professionellen Schauspielunterricht und wurde dann vom Hoftheater in Meiningen engagiert. Gleichzeitig schrieb er Kritiken und führte Regie. 1914 trat Frank als Freiwilliger in den Ersten Weltkrieg ein. Er diente ab 1916 in Rumänien, wo er sich in der Leitung von zwei verschiedenen Theatern erproben konnte. 1918 heiratete er Ottilie H. Mittendorf in Wien; die Tochter des Paares kam 1919 zur Welt. Von 1918 bis 1921 arbeitete Frank als Regisseur und Dramaturg in Frankfurt und Darmstadt. Zwischen 1925 und 1926 war er als Regisseur der „Compagnia primaria di prose Alda Borelli“ in Italien unterwegs. Ab 1926 wandte sich Frank dem Rundfunk und dem Film zu: Er synchronisierte amerikanische Filme. Seine Ehe wurde 1927 geschieden, zwei Jahre später heiratete er erneut, nämlich die Künstlerin Anna Amelie Klein. Ihr erster gemeinsamer Sohn Vincent Karl kam 1930 in Berlin zur Welt, wo die Familie nun lebte.
In Berlin schrieb Frank gemeinsam mit Georg Lichey den Roman Der Schädel des Negerhäuptlings Makaua, er veröffentlichte ihn 1931. Ab 1933 wurden seine Freiheiten im Zuge der nationalsozialistischen Machtübernahme eingeschränkt, weshalb er unter diversen Pseudonymen weiter veröffentlichte. Im gleichen Jahr wurde er nach einer Hausdurchsuchung in so genannte Schutzhaft genommen und dank der Hilfe des Großherzogs Ernst Ludwig von Hessen und des Schauspielerkollegen Otto Laubinger wieder freigelassen. Der Roman Der Schädel des Negerhäuptlings Makaua wurde verbrannt. Frank wurde aus der Reichstheaterkammer, der Reichsrundfunkkammer und der Reichsschrifttumskammer ausgeschlossen und hatte Schreibverbot. 1936 kam sein zweiter Sohn René Antonio zur Welt, im selben Jahr flüchtete er von seiner Familie getrennt nach Wien.

### Emigration
In Wien konnte er zwar ab April 1937 am „Jüdischen Kulturtheater“ arbeiten, die Umstände machten es aber unmöglich, weitere Anstellungen zu finden. Deshalb emigrierte Frank bereits ein Jahr später nach Meran und dann in die Schweiz nach Zürich. Als Flüchtling wurde ihm dort die Arbeitserlaubnis entzogen, aber auch in der Schweiz arbeitete er als Schriftsteller unter verschiedenen Pseudonymen weiter. In den ersten Jahren des Zweiten Weltkriegs wurden Frank die deutsche Staatsbürgerschaft und der Doktortitel aberkannt. Seine Frau flüchtete 1940 mit dem Ziel Palästina, wurde aber von den Briten auf Mauritius interniert. Franks Vater starb 1942 in Theresienstadt. In der Schweiz flog 1943 sein publizistisches Arbeiten auf. Er wurde verhaftet, sollte ausgewiesen werden, die Ausweisung kam jedoch nicht zustande. Stattdessen wurde er in verschiedenen Lagern interniert. 1944 ließ er sich schließlich in der Region Basel nieder und bewarb sich erfolglos an diversen Bühnen. Er blieb seiner Leidenschaft aber als Theaterkritiker für die „Basler Arbeiter-Zeitung“ treu und führte seine Arbeit als Übersetzer fort. Sein 1947 eingereichtes Gesuch um Dauerasyl wurde 1948 bewilligt, was ihm in der Folge ermöglichte, bei verschiedenen Rundfunkanstalten mitzuwirken.
Im Jahre 1952 reiste er zum ersten Mal wieder nach Deutschland. Seit 1957 bezog er eine Wiedergutmachungsrente; sein Doktortitel wurde ihm 1958 zurückerstattet. 1960 veröffentlichte er seine Autobiografie Spielzeit meines Lebens. Seine Frau Anna Frank-Klein starb 1977 in Tel Aviv. Rudolf Frank lebte bis zu seinem Tod am 25. Oktober 1979 in Basel.

### Nachlass
Teile des Nachlasses von Rudolf Frank befinden sich im Stadtarchiv Mainz und im Deutschen Exilarchiv 1933–1945 der Deutschen Nationalbibliothek am Standort Frankfurt am Main (Nachlass von Anna Frank-Klein; Vorlass von Vincent C. Frank-Steiner; Akten der American Guild for German Cultural Freedom; Korrespondenz mit Hans Rothe).

## Beschäftigung mit dem Theater
Franks Theaterlaufbahn begann noch vor dem Ersten Weltkrieg, als er als Schauspielschüler unter Emanuel Reicher in Berlin zum ersten Mal auf der Bühne stand. Max Grube nahm ihn nach Meiningen mit. Dort erlernte er, Regie zu führen.
Nach dem Ersten Weltkrieg trat er unter Otto Falckenberg eine Position als Oberregisseur, Dramaturg und Direktionsstellvertreter der Münchner Kammerspiele an und half mit seinem Engagement mit, sie als eine der führenden Bühnen Deutschlands zu etablieren. Im Jahr 1919 wurde in Regensburg die Operette "Die Frau von Korosin" nach Texten von Rudolf Frank aufgeführt. Die Musik schrieb Toni Thoms. In den Jahren 1924 bis 1926 lebte Frank in Italien, wo er trotz der einschneidenden Auswirkungen der faschistischen Politik auf das Theaterleben achtzehn Stücke inszenierte. Nach Deutschland zurückgekehrt widmete Frank sich der Theaterkritik und veröffentlichte neben Zeitschriftenartikeln die Monografie Das moderne Theater 1927 im Ullstein Verlag. Auf der Bühne stand er nicht mehr.
Während seines Exils in Wien war er ebenfalls in Theaterkreisen anzutreffen, sein Schaffen hingegen beschränkte sich auf Aufführungen des Arbeitertheaters „Theater der Neunundvierzig“. In der Schweiz blieb ihm der Einstieg in die Theaterwelt aufgrund des Arbeitsverbots verwehrt. Das von ihm unter Pseudonym übersetzte Schauspiel Thunder Rock von Robert Ardrey wurde unter dem Titel Leuchtfeuer aufgeführt. Auch nach dem Krieg gelang es ihm nicht, auf eine große Bühne zu gelangen. Einmal noch im Jahre 1948 führte er Regie, bei Wolfgang Borcherts Draußen vor der Tür an der Jugendbühne Basel. Seine Beschäftigung mit Theater verschob sich nun vollends in Richtung Theaterkritik. Für die Arbeiterzeitung, die später Abendzeitung hieß, schrieb er jahrelang bis zu seinem 90. Lebensjahr profunde Rezensionen.

## Schriftstellertum
Schon in Studienjahren veröffentlichte Frank erste literarische Arbeiten. 1907 brachte er seine Gedanken zum Schriftsteller Richard Dehmel und zu Friedrich Schlegels Lucinde zu Papier. Mit seinem 1909 erschienenen Buch Goethe für Jungens wollte er seine Begeisterung für Goethe der Jugend zugänglich machen. Während seiner Zeit in Meiningen begann er auch für die „Vossische Zeitung“ und „Die Schaubühne“ zu schreiben. Während des Ersten Weltkriegs schickte er als Berichterstatter Feuilletons an die Frankfurter und die Vossische Zeitung.
In der Zeit nach dem Ersten Weltkrieg übertrug Frank die um 1460 entstandene Prosadichtung Johannes von Saaz’ Der Ackermann aus Böhmen in modernes Deutsch. Die Inszenierung des Stücks wie auch das zugehörige Hörspiel waren sehr erfolgreich. Dem Theatergenre verpflichtet waren seine zwei Monografien Das expressionistische Drama (1921) und Das moderne Theater (1927). Als sich das Ende seiner Zeit in München abzeichnete, wirkte Rudolf Frank als Herausgeber sämtlicher Werke von Heinrich Heine (1923) sowie von E. T. A. Hoffmann (1924) und schrieb gemeinsam mit dem Schriftsteller Max Neal und alleine an verschiedenen Stücken. Im Jahre 1928 übersetzte er Molières Der Geizige und schuf dazu eine Bühnenfassung. In Berlin schrieb Frank sein 1931 veröffentlichtes Jugendbuch Der Schädel des Negerhäuptlings Makaua. Der täuschende Untertitel „Kriegsroman für die junge Generation“ versuchte die „Warnung für die junge Generation“ vor Kriegsverherrlichung zu verschleiern. Der Roman steht für Zivilcourage und Eigenverantwortung, was den Nationalsozialisten mitunter Anlass gab, den Roman 1933 zu verbieten und zu verbrennen. 1982 wurde das Buch unter dem Titel Der Junge, der seinen Geburtstag vergaß wiederveröffentlicht und erhielt 1983 den Gustav-Heinemann-Friedenspreis für Kinder- und Jugendbücher sowie 1987 in englischer Übersetzung den Mildred L. Batchelder Award.
Nach der Machtübernahme der Nazis schrieb Frank unter diversen Pseudonymen die Romane Ich sag’s meinem großen Bruder, Das war ein starkes Stück und Zuviel schöne Mädchen. Auch ernste Themen wurden aufgegriffen, Ahnen und Enkel fordert die Juden zum Auswandern auf.
In Wien im Jahre 1938 begann Rudolf Frank den Roman Fair play im Rahmen eines Wettbewerbs der „American Guild for German Cultural Freedom“ zu schreiben, beendete ihn dann in Zürich trotz Arbeitsverbots und bekam den zweiten Preis verliehen. Veröffentlicht wurde der Roman damals nicht, dafür in abgeänderter Version im Jahre 1998. In der Schweiz konnte Rudolf Frank bis 1945 nur unter Pseudonymen schreiben. Zusammen mit Albert Halpert verfasste er jedoch das Stück Kraft durch Feuer – Die Nacht vom 9. November 1938 und schrieb das Drehbuch für den Emigrantenfilm Thank Switzerland, das aber verloren ging, und den Kriminalroman Chicago-Süd. Für sein Auskommen fing der Autodidakt Frank an, französische und englischsprachige Romane zu übersetzen. Nach dem Zweiten Weltkrieg in Basel wohnhaft, wurde die Übersetzertätigkeit zur Haupteinnahmequelle Franks, was in der Übersetzung von über fünfzig Romanen, darunter solche von John Steinbeck, Richard Wright und anderen, resultierte. Wie bereits erwähnt schrieb er auch bis ins hohe Alter Theaterkritiken für die „Arbeiter Zeitung“.

## Rundfunk und Film
Ab den Dreißigerjahren arbeitete Rudolf Frank auch für Film und Funk. So schrieb er das auf Ludwig Wolffs Smarra basierende Drehbuch zum Tonfilm Hans in allen Gassen, der am 30. Dezember 1930 in Berlin Premiere feierte. Im Jahre 1931 kam ein Manuskript für einen Lehrfilm mit dem Titel Wir arbeiten, das Rudolf Frank zusammen mit seiner Frau Anna geschrieben hatte, für den internationalen Filmfriedenspreis in Frage. Auszüge erschienen zwar in Zeitungen, der Film aber scheint nie realisiert worden zu sein, das Manuskript gilt als verschollen. 1932 schrieb er zusammen mit Leopold Lindtberg ein Drehbuch für einen Kurz-Spielfilm mit dem Titel Wenn zwei sich streiten und synchronisierte den Film Der Raub der Mona Lisa für die Tobis-Polyphon-Gesellschaft („Topoly“).
1933 spielte er eine kurze Rolle im Nazi-Film S.A. Mann Brand.
Seine Hörspiele, wie Die Schlacht bei Petritsch fand nicht statt und Wir hatten gebauet ein stattliches Haus. Paulskirche 1848, wurden vom Berliner Rundfunk gesendet. Im Schweizer Exil verarbeitete Rudolf Frank seine Emigrations- und Asylerfahrungen im Drehbuch für einen Film mit dem Arbeitstitel Thank Switzerland, der aber nicht vorgeführt wurde und ebenfalls verschollen ist.

## Ehrungen
- 1966 Bundesverdienstkreuz 1. Klasse
- 1966 „Ältestes Mainzer Stadtsiegel in Silber“
- 1971 Gutenberg-Plakette der Stadt Mainz[3]
- 1982 Buxtehuder Bulle für das beste in deutscher Sprache erschienene Jugendbuch „Der Junge, der seinen Geburtstag vergaß“[4]
- 2012 Eine Ausstellung unter dem Titel Der Theaterschriftsteller Rudolf Frank wurde 2012 in der Deutschen Nationalbibliothek[5], in der Universität Gießen, der Universität Basel und im Mainzer Stadtarchiv gezeigt.[3]